# Mecenas

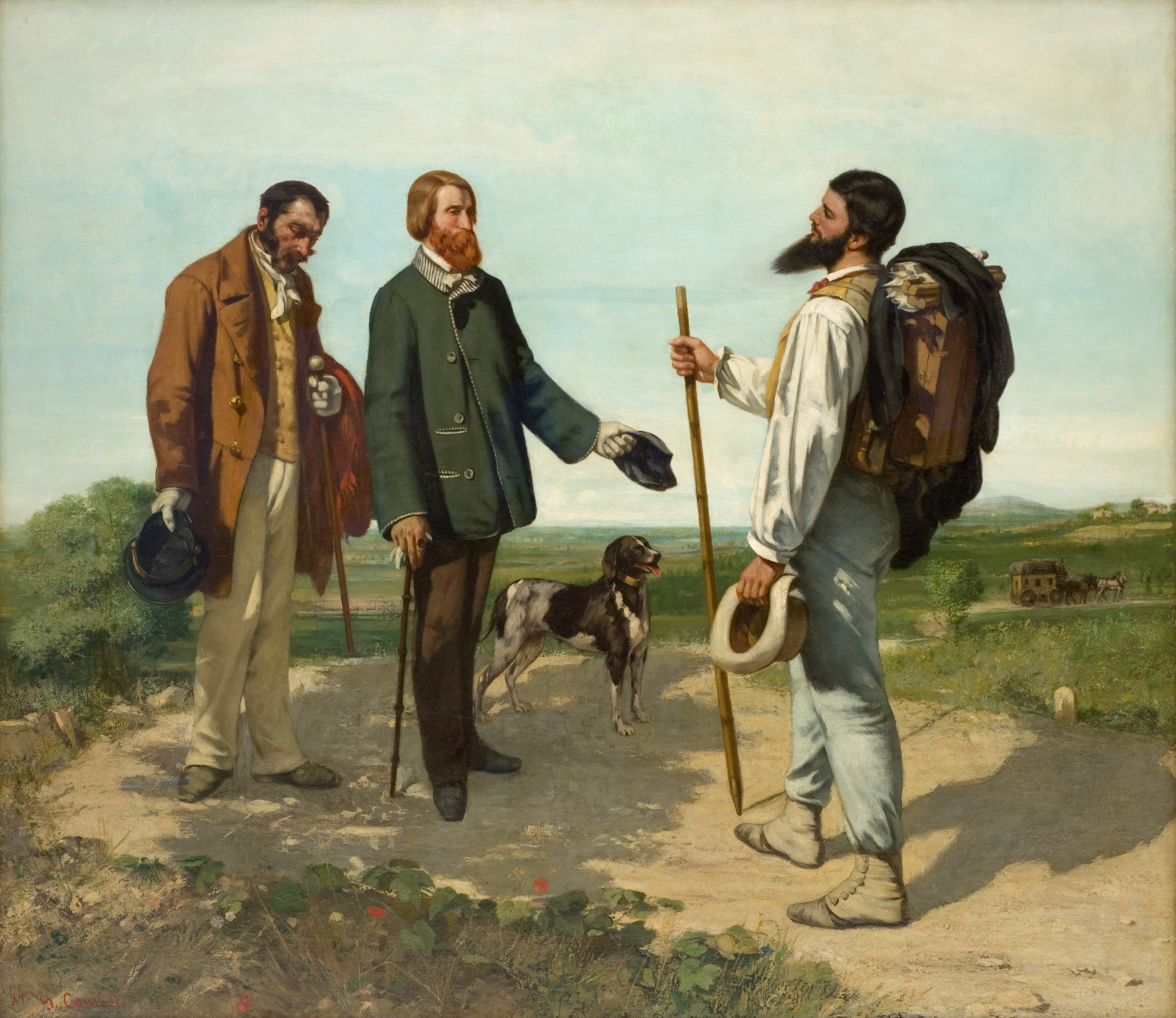
Bonjour Monsieur Courbet. Schilder Gustave Courbet wordt begroet door zijn mecenas Alfred Bruyas (Courbet, 1854)

Een mecenas – ook wel patroon genoemd – is een persoon die als beschermheer of -vrouwe van kunstenaars, geleerden of sporters optreedt. De begunstigde artiest, wetenschapper of atleet wordt in dit verband protegé genoemd. De protegé wordt door de mecenas van financiële middelen voorzien (mecenaatsinkomsten), zodat hij zich zorgeloos kan wijden aan zijn scheppend werk, wetenschappelijk onderzoek of sportieve loopbaan.
De functie van een mecenas heet mecenaat. Een mecenas is meestal welgesteld, zodat hij zich het financiële offer kan veroorloven.

## Geschiedenis
De term mecenas is een eponiem, afkomstig van Gaius Cilnius Maecenas, de rijke Romein die de beschermheer was van schrijvers als Vergilius, Propertius en Horatius. Hij speelde een belangrijke rol in keizer Augustus' cultuurpolitiek.
Enkele bekende mecenassen uit de geschiedenis zijn:
- Sigismund van Hongarije
- Matthias Corvinus
- Lorenzo I de' Medici
- Simon de Mirabello
- Borso d'Este
- Ignác Fábry
- Peggy Guggenheim
- Hipparchus
- Paus Julius II
- Franz Anton Mesmer
- Lady Ottoline Morrell
- Alexandre Le Riche de la Pouplinière
- Muhammad Quli Qutb Shah
- Winnaretta Singer
- Pavel Tretjakov
- Jan van Berry
- Alfons X van Castilië
- Hendrik VIII van Engeland
- Nadezjda von Meck
- Alfred Bruyas

## Bedrijfsmecenaat
Het bedrijfsmecenaat bevindt zich op de grens van sponsoring en puur altruïstisch mecenaat. Hoewel de bedrijven geen onmiddellijke tegenprestatie vragen, verwacht men toch een zekere naamsbekendheid en imagoverbetering. Zo zal een bedrijf zich graag als kunstminnend profileren en wordt het vermeld bij het kunstwerk, bijvoorbeeld als schenker, of als: "dankzij de steun van". Dit is niet ongewoon, want ook in het verleden werd een schenker of sponsor bij het kunstwerk vermeld, soms zelfs als "weldoener" afgebeeld op een schilderij, bijvoorbeeld op Het Laatste Oordeel van Rogier van der Weyden, of bij componisten die hun werk opdroegen aan de geldschieter.
Bedrijven en particulieren zijn ook vaak de mecenas van een kunstenaarsstichting of -vereniging. Bijvoorbeeld om de exposities en de huur van de expositieruimte te bekostigen. Het bedrijf ontvangt als “tegenprestatie” (uiting van dank en waardering) voor de financiële steun doorgaans jaarlijks een kunstwerk dat door een lid van de kunstenaars stichting of vereniging is gemaakt. Bij meerdere mecenassen laat de stichting of vereniging een werk in opdracht maken door een kunstenaarslid, dat in oplage kan worden gemaakt wat vervolgens aan de bedrijven of particulieren wordt geschonken. Ook worden de bedrijven en particulieren vermeld op de website van de stichting of vereniging en op de expositieposters.